# Resseliella resinicola
Resseliella resinicola är en tvåvingeart som beskrevs av Sanui och Junichi Yukawa 1985. Resseliella resinicola ingår i släktet Resseliella och familjen gallmyggor. Inga underarter finns listade i Catalogue of Life.